# 国道328号

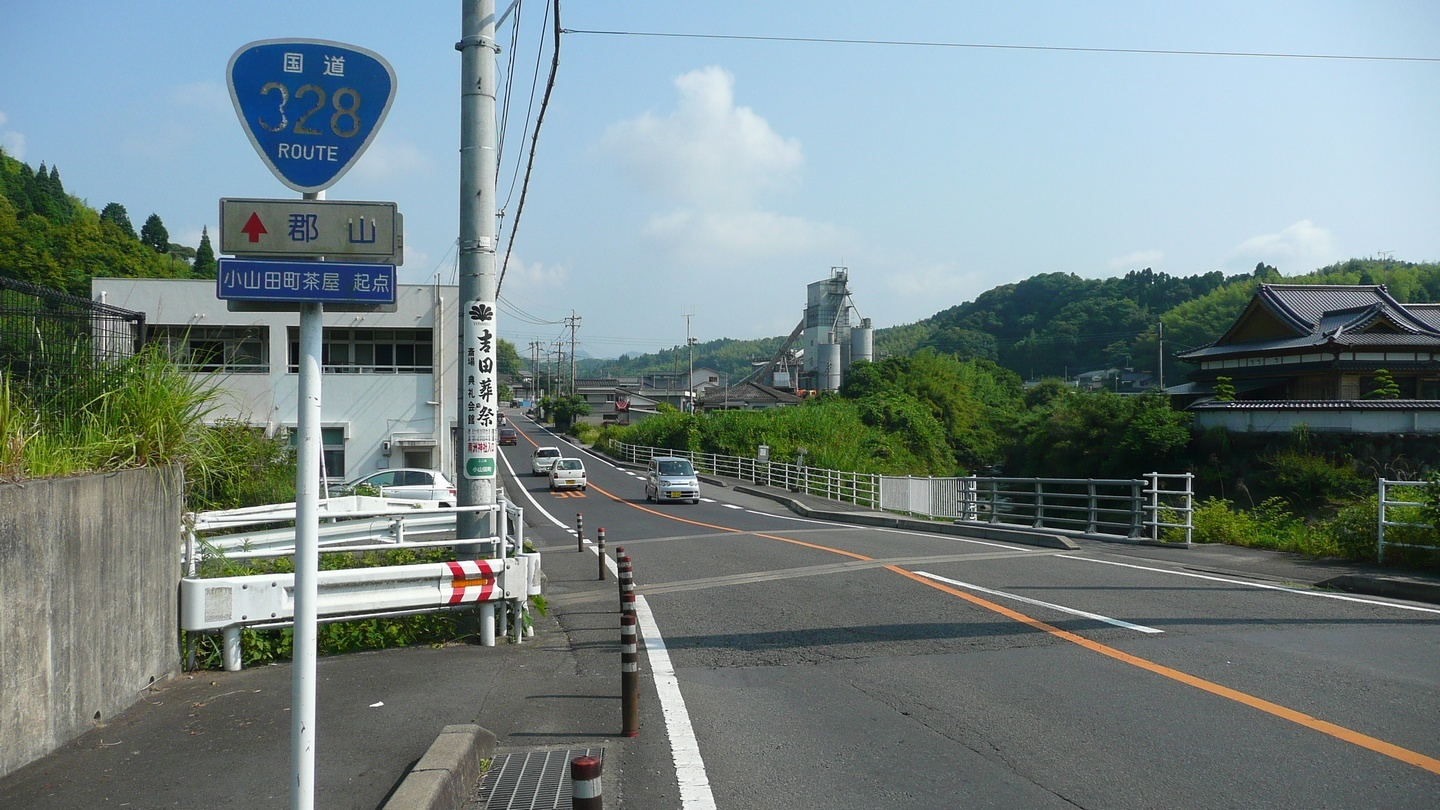
起点（鹿児島市小山田町）

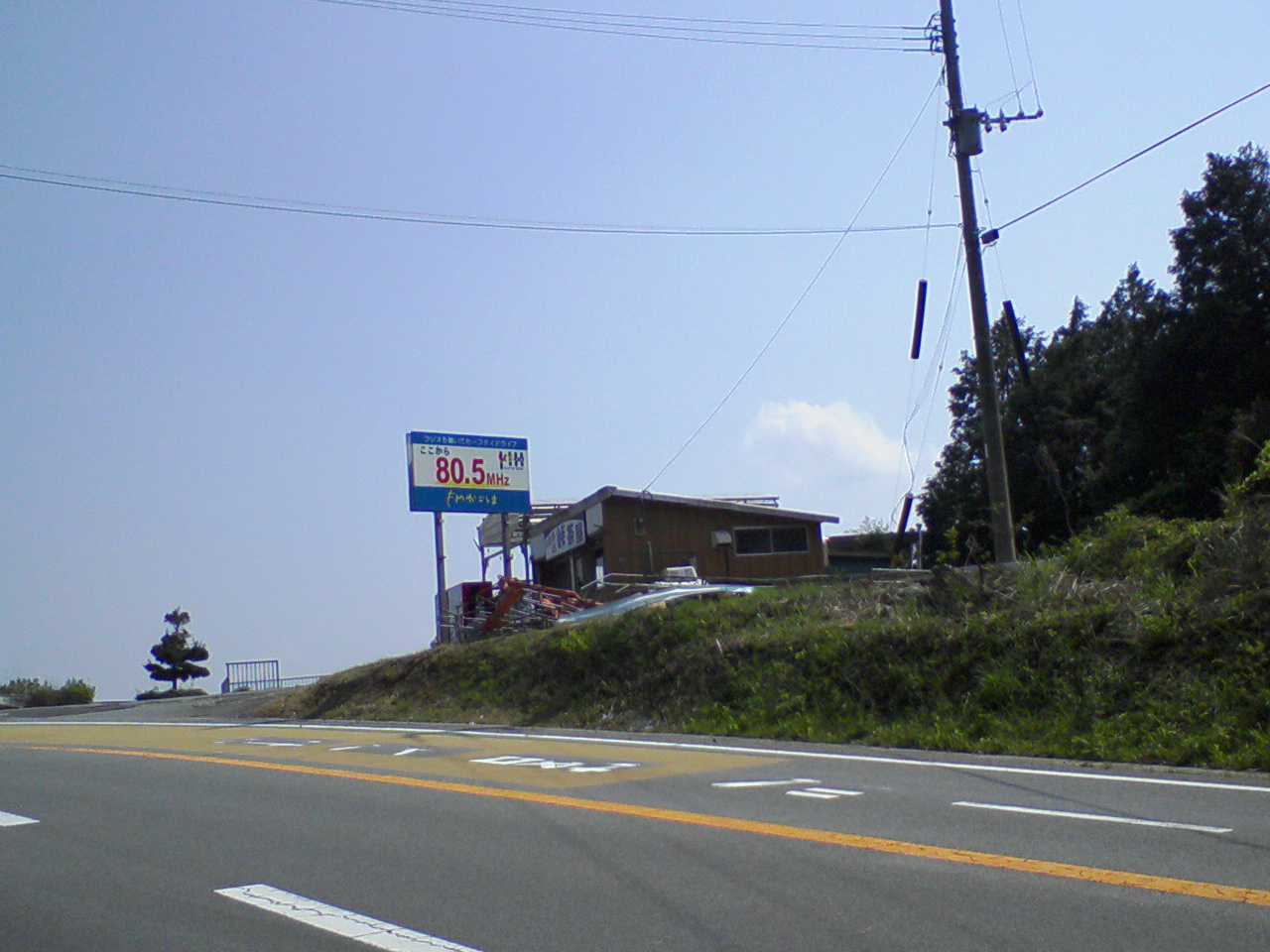
入来峠（2007年）

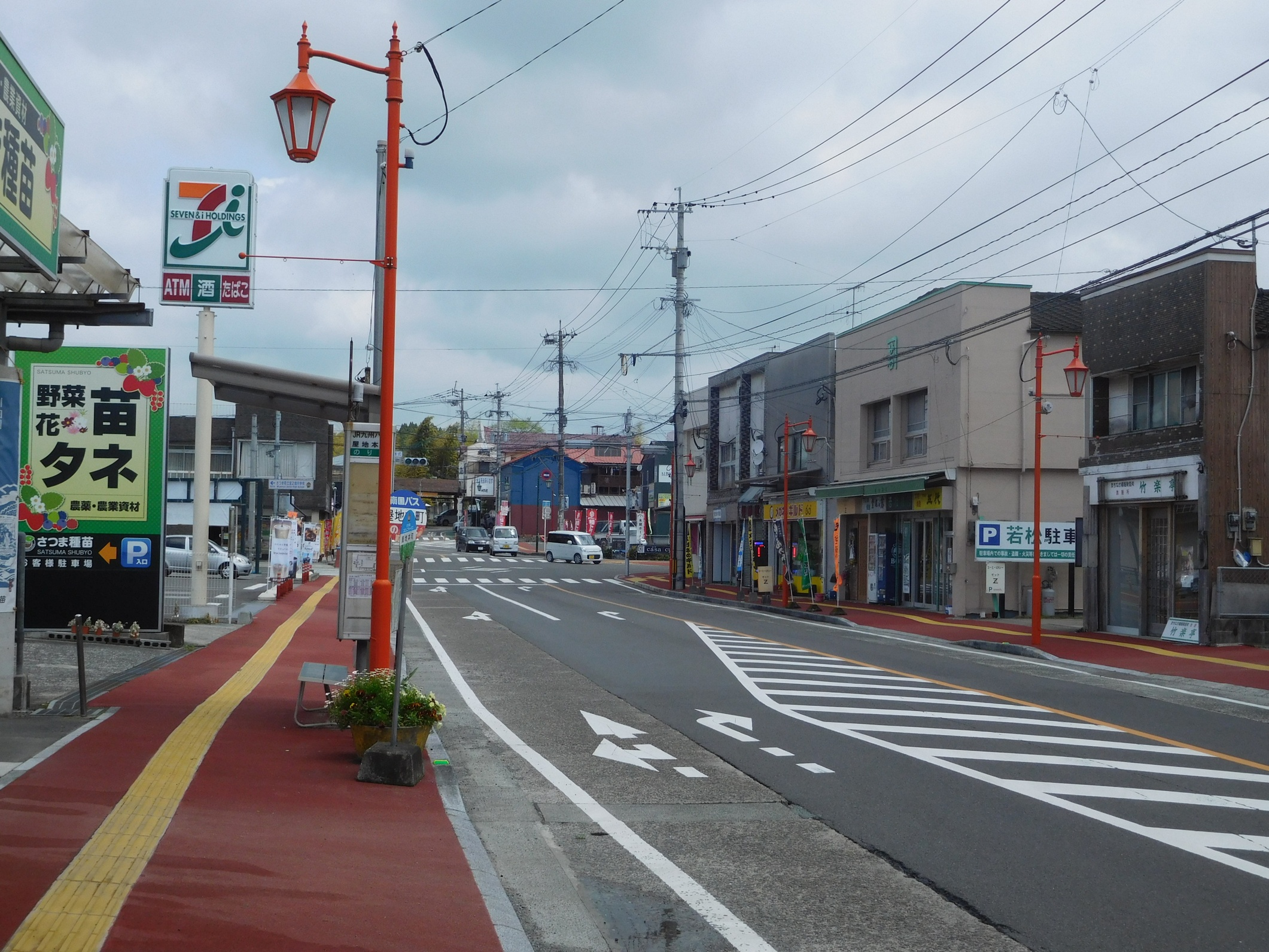
さつま町宮之城屋地本町

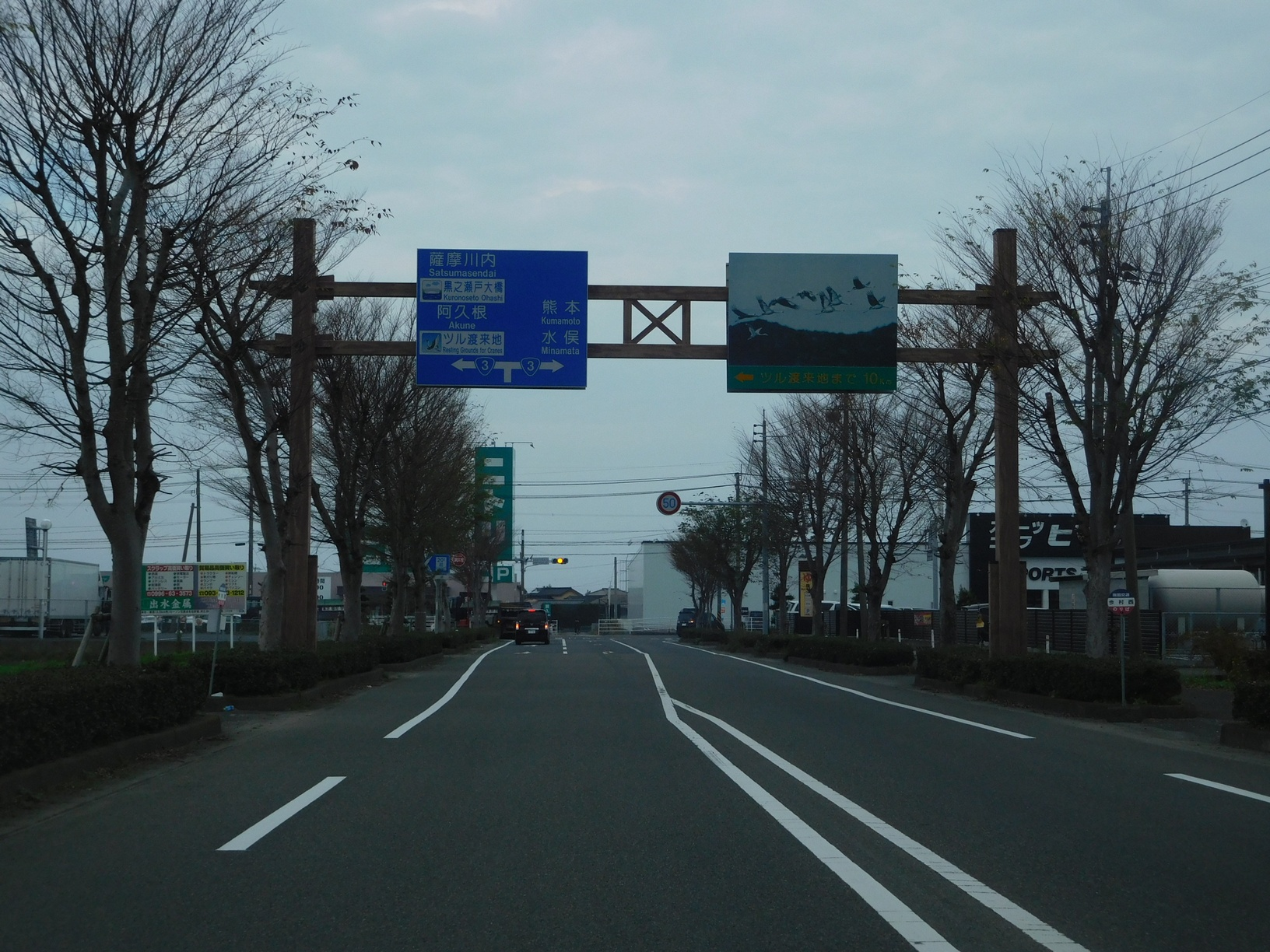
終点（出水市）

国道328号（こくどう328ごう）は、鹿児島県鹿児島市から出水市に至る一般国道である。

## 概要

### 路線データ
一般国道の路線を指定する政令に基づく起終点および重要な経過地は次のとおり。
- 起点：鹿児島市（小山田町交差点 = 国道3号交点）
- 終点：出水市（出水IC入口交差点 = 国道3号交点）
- 重要な経過地：鹿児島県薩摩郡宮之城町[注釈 2]
- 総延長 : 63.3 km（重用延長を含む。）[2][注釈 3]
- 重用延長 : 4.5 km[2][注釈 3]
- 未供用延長 : なし[2][注釈 3]
- 実延長 : 58.8 km[2][注釈 3]
  - 現道 : 58.3 km[2][注釈 3]
  - 旧道 : 0.5 km[2][注釈 3]
  - 新道 : なし[2][注釈 3]
- 指定区間：なし[3]

## 歴史
- 1970年（昭和45年）4月1日 - 一般国道328号（鹿児島県鹿児島市 - 鹿児島県出水市）として指定。
- 2000年（平成12年）9月7日 - 薩摩郡入来町副田（現在の薩摩川内市入来町副田）の麓地区をバイパスする副田バイパス（1.3 km）が開通[4]。
- 2021年（令和3年）度 - 小山田バイパス（延長：1,200 m）を事業化[5]。

## 路線状況

### 重複区間
- 国道267号（薩摩郡さつま町山崎・山崎三文字交差点 - 薩摩郡さつま町宮之城屋地・屋地交差点）

### 道路施設

#### トンネル
起点から
- 第二紫尾隧道：延長88 m、1975年（昭和50年）竣工、薩摩郡さつま町
- 紫尾隧道：延長348 m、1974年（昭和49年）竣工、薩摩郡さつま町 - 出水市
- 定之段トンネル：延長90 m、1988年（昭和63年）竣工、出水市

## 地理

### 通過する自治体
- 鹿児島県
  - 鹿児島市 - 薩摩川内市 - 薩摩郡さつま町 - 出水市

### 交差する道路
| 交差する道路                                              | 市町村名   | 市町村名   | 交差する場所 | 交差する場所            |
| --------------------------------------------------------- | ---------- | ---------- | ------------ | ----------------------- |
| 国道3号                                                   | 鹿児島市   | 鹿児島市   | 小山田町     | 小山田町交差点 / 起点   |
| 鹿児島県道36号川内郡山線                                  | 鹿児島市   | 鹿児島市   | 郡山町       |                         |
| 鹿児島県道395号山之口真黒線                               | 薩摩川内市 | 薩摩川内市 | 入来町浦之名 |                         |
| 鹿児島県道42号川内加治木線                                | 薩摩川内市 | 薩摩川内市 | 入来町浦之名 | 日之丸交差点            |
| 鹿児島県道346号山田入来線                                 | 薩摩川内市 | 薩摩川内市 | 入来町浦之名 |                         |
| 鹿児島県道333号川内祁答院線                               | 薩摩川内市 | 薩摩川内市 | 入来町副田   |                         |
| 鹿児島県道392号薩摩山崎停車場線                           | 薩摩郡     | さつま町   | 山崎         | 山崎交差点              |
| 国道267号 重複区間起点                                    | 薩摩郡     | さつま町   | 山崎         | 山崎三文字交差点        |
| 鹿児島県道406号宮之城祁答院線                             | 薩摩郡     | さつま町   | 船木         |                         |
| 国道267号 重複区間起点                                    | 薩摩郡     | さつま町   | 宮之城屋地   | 屋地交差点              |
| 国道504号                                                 | 薩摩郡     | さつま町   | 虎居町       | 虎居町交差点            |
| 鹿児島県道398号紫尾虎居線                                 | 薩摩郡     | さつま町   | 虎居         |                         |
| 川薩広域農道 / 川薩グリーンロード                         | 薩摩郡     | さつま町   | 平川         |                         |
| 鹿児島県道398号紫尾虎居線                                 | 出水市     | 出水市     | 武本         |                         |
| 北薩オレンジロード 重複区間起点                           | 出水市     | 出水市     | 武本         |                         |
| 北薩オレンジロード 重複区間終点                           | 出水市     | 出水市     | 武本         |                         |
| 鹿児島県道369号西出水停車場線 鹿児島県道374号出水高尾野線 | 出水市     | 出水市     | 向江町       |                         |
| 鹿児島県道373号荘上鯖淵線                                 | 出水市     | 出水市     | 中央町       |                         |
| 鹿児島県道372号沖田新蔵線 重複区間起点                    | 出水市     | 出水市     | 中央町       |                         |
| 鹿児島県道372号沖田新蔵線 重複区間終点                    | 出水市     | 出水市     | 中央町       |                         |
| E3A 南九州西回り自動車道                                  | 出水市     | 出水市     | 下知識町     | 9 出水IC                |
| 国道3号                                                   | 出水市     | 出水市     | 今釜町       | 出水IC入口交差点 / 終点 |

### 交差する鉄道
- 九州新幹線
- 肥薩おれんじ鉄道